# حارة لطفي امان (كريتر)

تعديل مصدري - تعديل

حارة لطفي امان هي إحدى حارات حي جزيرة صيرة الواقع بمديرية كريتر التابعة لمحافظة عدن، بلغ تعداد سكانها 417 نسمة حسب تعداد اليمن لعام 2004.